# Cantonul Chevagnes
Cantonul Chevagnes este un canton din arondismentul Moulins, departamentul Allier, regiunea Auvergne, Franța.

## Comune
- Beaulon
- La Chapelle-aux-Chasses
- Chevagnes (reședință)
- Chézy
- Gannay-sur-Loire
- Garnat-sur-Engièvre
- Lusigny
- Paray-le-Frésil
- Saint-Martin-des-Lais
- Thiel-sur-Acolin